# Pegasus class hydrofoil

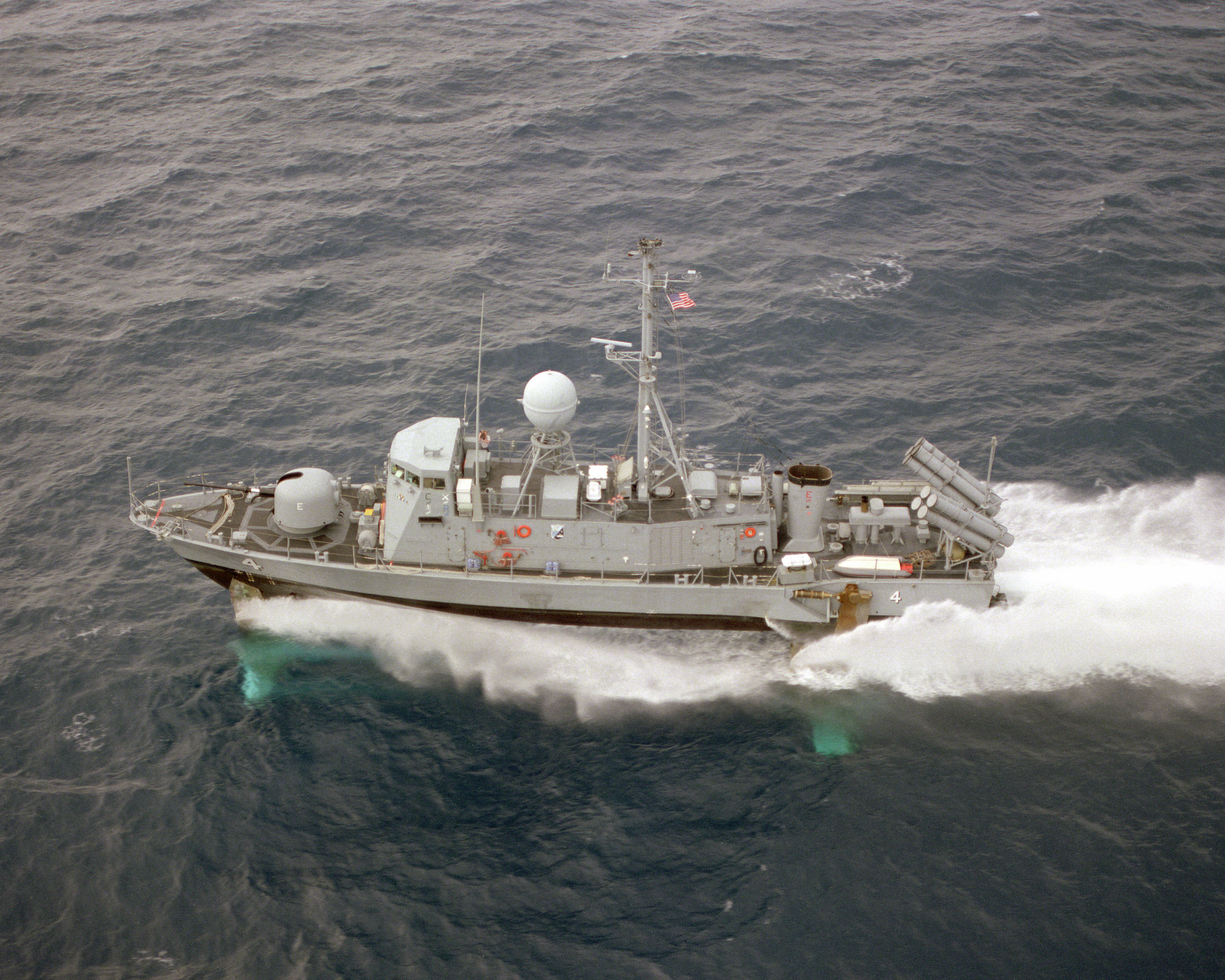
USS Aquila (PHM-4)

De Pegasus class hydrofoil, ook bekend als PHM: Patrol Hydrofoil Missile, was het snelste Fast Attack Craft uit de jaren 1970 dat dankzij het principe van draagvleugels tot 48 knopen (= circa 90 km/h) kon varen. Dit militaire voertuig werd onder andere gebruikt door de United States Navy in strijd tegen de drugshandel vanuit de Caraïben.

## Geschiedenis
Voor de jaren 1970 werden er door verschillende landen torpedobootjagers en fregatten gebruikt om de kustlijn te beschermen. Daar deze boten duur waren, ontstond er een samenwerking tussen de US Navy, de West-Duitse Bundesmarine, de Britse Royal Navy, de Royal Canadian Navy en de Italiaanse Marina Militare. Hieruit ontstond het PHM-programma met als doel een kostenbesparende, krachtige draagvleugelboot te ontwerpen.

## Specificaties
- Lengte: 40,5 m
- Breedte: 8,5 m
- Snelheid: tussen 12 (standaard) en 48 (draagvleugel) knopen
- Aandrijving:
  - Standaard: 2 Mercedes-Benz dieselmotoren 1600 PK
  - Draagvleugel: 1 General Electric LM2500 Gasturbine 18000 PK
- Uitrusting:
  - 2 sets met 4 antischeepsraketten van het type AGM-84 Harpoon
  - 1 Otobreda 76 mm snelvuurwapen
- Capaciteit: 4 officieren en 17 matrozen

## Trivia
- In 1986 bracht LucasArts het simulatiespel PHM Pegasus uit.